# Établissement Transdev de Houdan
L’établissement de Houdan est une entreprise de transports de voyageurs appartenant au groupe Transdev. Il est basé à Houdan, dans la route de Bû, dans la ZAC de la Prévôté, dans le département des Yvelines, en région Île-de-France. Elle dessert principalement les communes des cantons de Houdan et Monfort-l'Amaury.

## Histoire
- 1958 : création des cars Charpentier.
- 1999 : rachat par la CGEA Transport des cars Charpentier et création du dépôt de Houdan.
- 2002 : fusion de CGEA et de Connex.
- 2004 : marque unique Connex.
- 2006 : Connex devient Veolia Transport.
- 2011 : Veolia Transport devient Veolia Transdev.
- 2013 : Veolia Transdev devient Transdev.

L’établissement de Houdan est spécialisé dans l’activité du transport interurbain. Ses principales activités sont l’exploitation de lignes régulières, de lignes Express, de circuits spéciaux scolaires et du transport occasionnel (piscines, sorties extra-scolaires…)
Son secteur géographique est en grande partie en zone rurale. Sa zone d’activité s’étend de Mantes-la-Jolie au nord, de Houdan à l’ouest à Saint-Quentin-en-Yvelines à l’est. L’ensemble dessert 73 communes et environ 500 points d’arrêt.
L’établissement compte deux sites : un à Houdan et un autre à Rosny-sur-Seine, près de Mantes-la-Jolie. Le premier bâtiment de Houdan a été construit en 1999 à l’entrée du dépôt ; le deuxième bâtiment ainsi que l’extension de l’atelier ont été réalisés en 2001. L’établissement compte un effectif de 126 personnes dont 102 conducteurs, répartis sur les deux sites (Houdan et Rosny).

Le 1er Aout 2021,l'entreprise perd la ligne 9 qui rejoint le réseau Réseau de bus du Mantois.
Le 1er janvier 2024, l'entreprise perd la ligne 501 qui rejoint le réseau de bus Île-de-France Ouest et les lignes 2, 9, 13, 17, 21, 22, 31, 35, 38, 40, 41, 45, 48, 51, 55, 60, 61, 65, 67 et 67D rejoignent le réseau de bus Centre et Sud Yvelines.

## Galerie de photographies

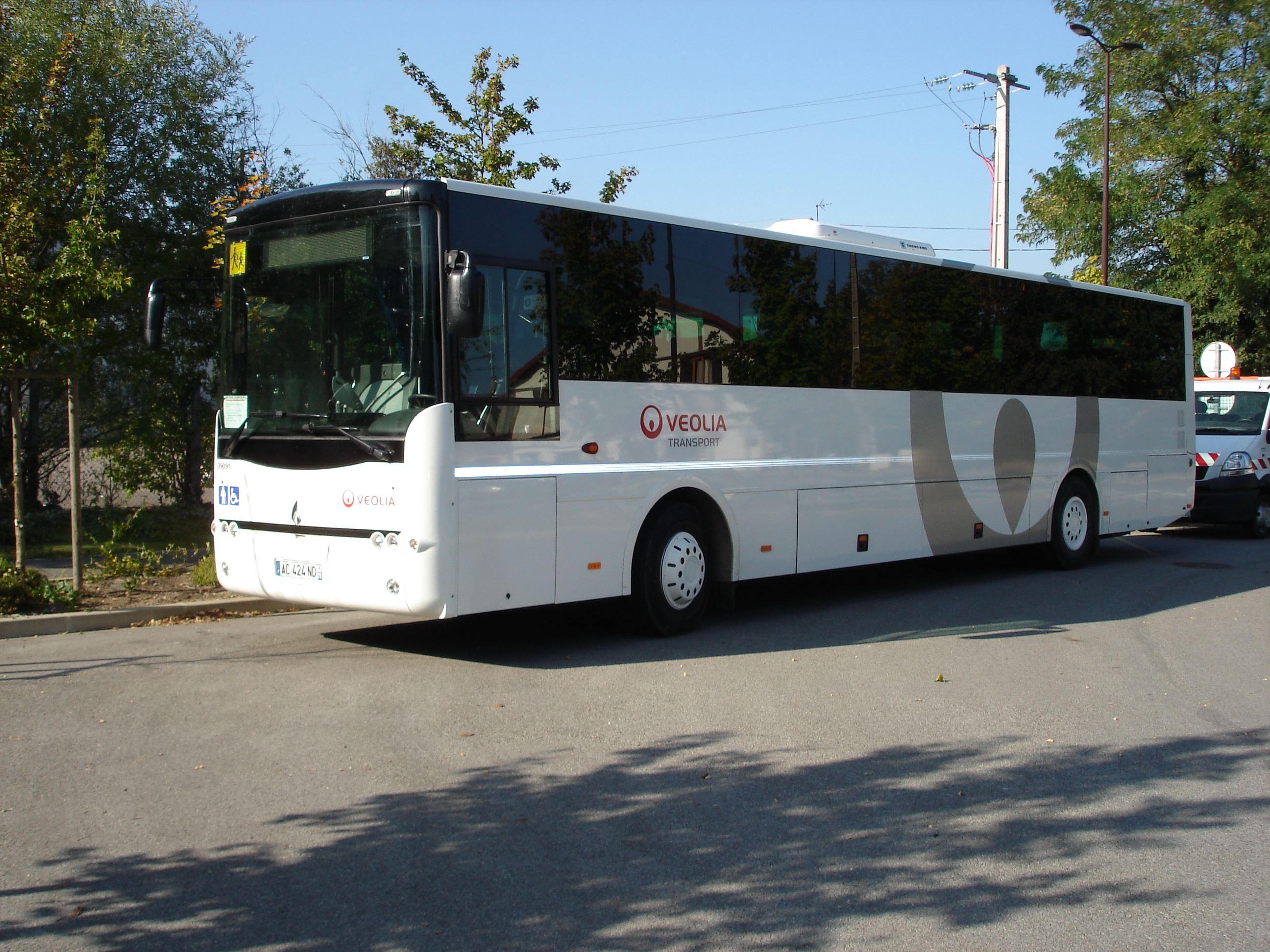
Autocar Fast Concept Car Syter.
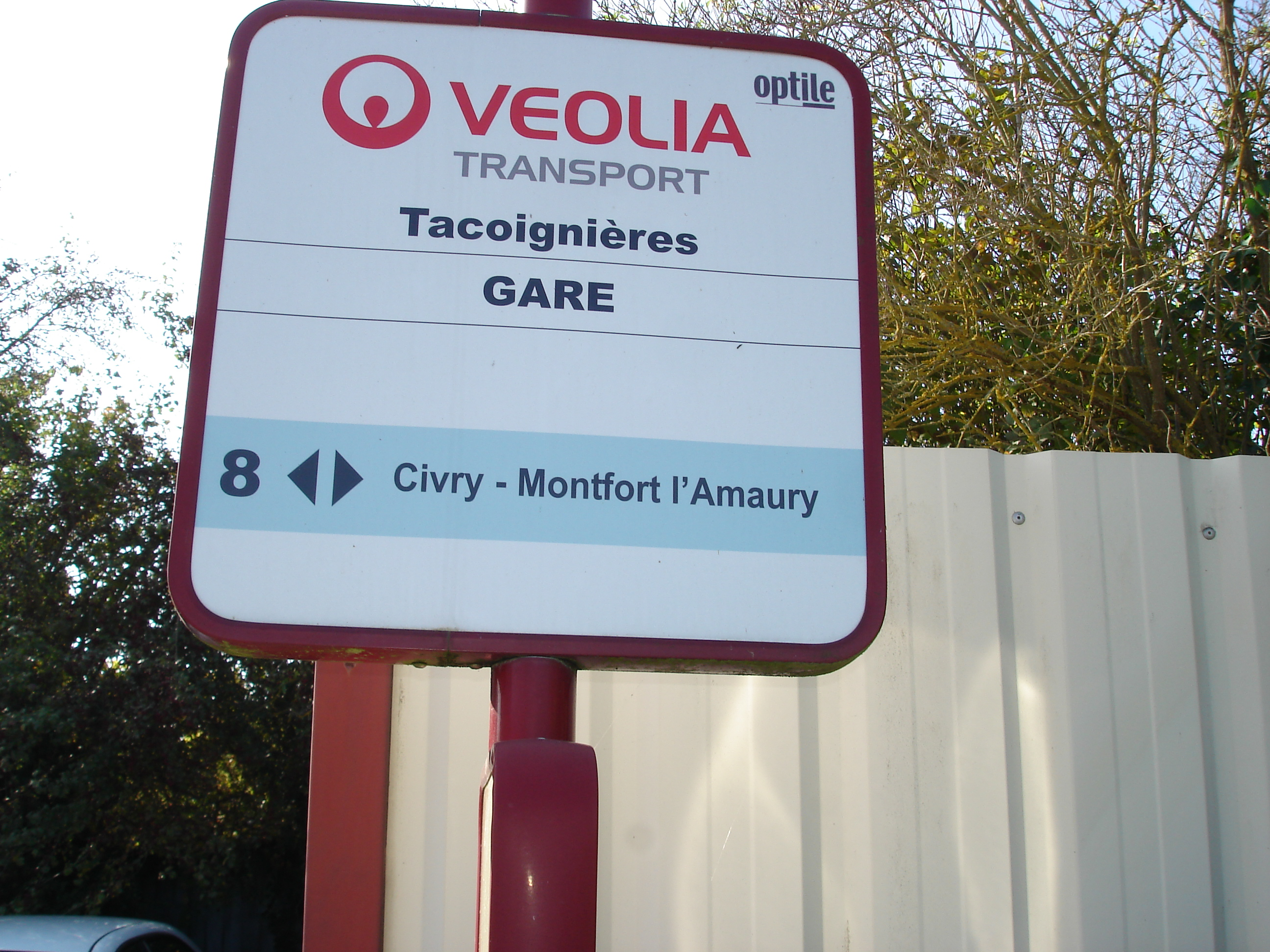
Panneau arrêt de car de la ligne 08.
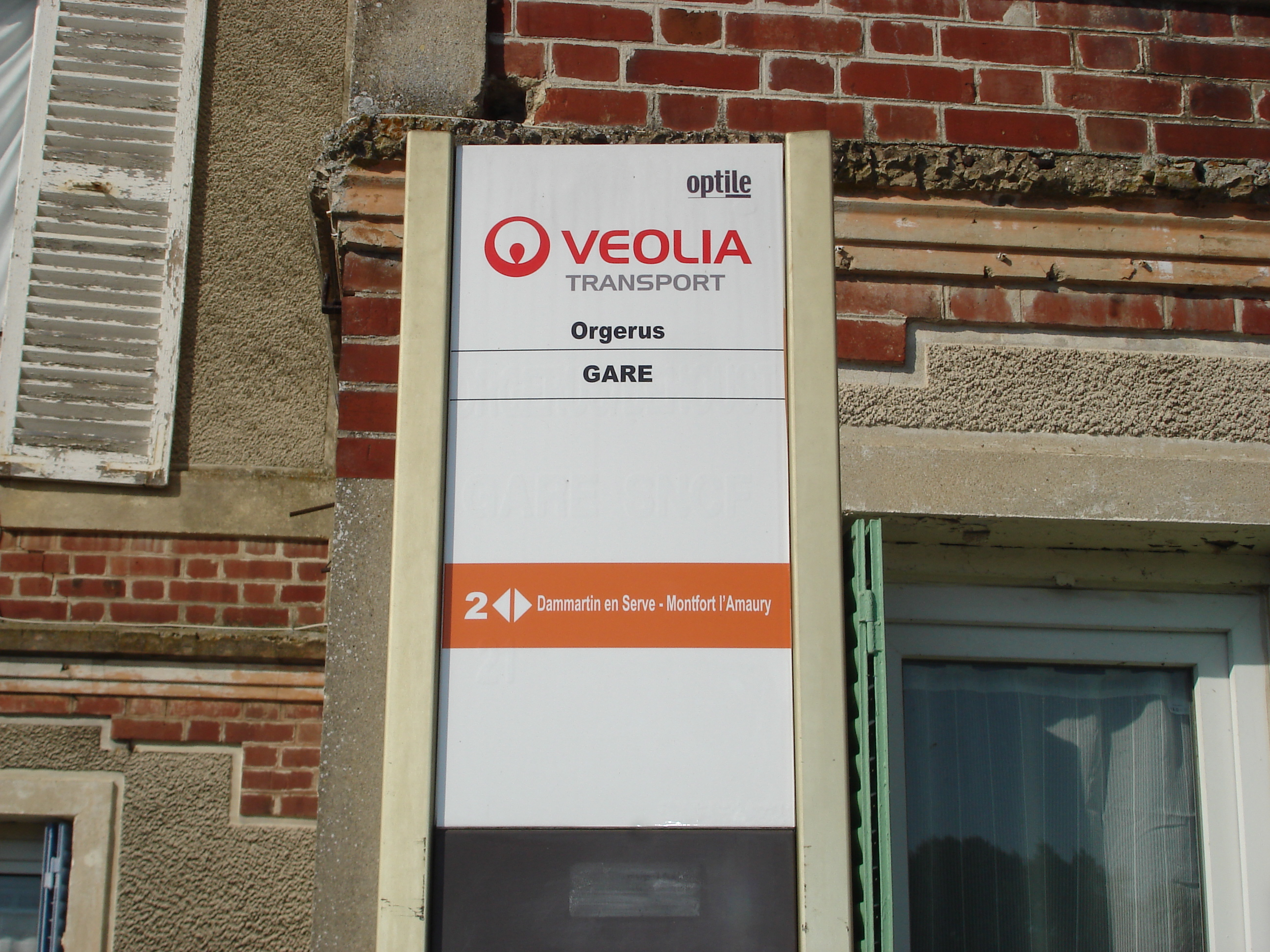
Panneau arrêt de car de la ligne 02.

## Exploitation

### Entreprise exploitante
Avant les années 2000, l'exploitation du réseau était confiée à la « Compagnie Générale d'Entreprises Automobile (CGEA) » et la société des « cars Charpentier ». Ces deux entreprises ont été rachetées par l'entreprise « Connex ». Le nom du centre s'appelait « Connex Houdan ». En 2006, « Veolia Transport » décide de racheter « Connex » ce qui a conduit à l'appellation « Veolia Transport Houdan ».
Le 3 mars 2011, le groupe Veolia Transport alors filiale de Veolia environnement, qui gérait l'entreprise, fusionne avec Transdev pour donner naissance à « Veolia Transdev ».
Deux ans plus tard, en mars 2013, le groupe étant endetté de plusieurs millions d'euros, celui-ci adopte le nom de Transdev à la suite du désengagement de Veolia environnement, détenteur de Veolia Transport.

### Dépôt
Les véhicules ont leur centre-bus à Houdan, situé route de Bû, dans la ZAC de la Prévôté. Le dépôt a également pour mission d'assurer l'entretien préventif et curatif du matériel. L'entretien curatif ou correctif a lieu quand une panne ou un dysfonctionnement est signalé par un machiniste.

### Parc de véhicules
Au 28 juillet 2020, le parc de véhicules est constitué de Citroën Jumper II, de Fast Scoler 3, de Fast Syter, d'Irisbus Arway, de Renault Irisbus Récréo II, d'Iveco Crossway, de Mercedes-Benz Integro et de Mercedes-Benz Intouro. et des bus pour la 9